# Ernst Adolf Sagorski
Ernst Adolf Sagorski, född den 26 maj 1847 i Saarbrücken, död den 8 februari 1929, var en tysk botaniker.
Han bedrev 1865–1868 studier i Bonn. 1870–1905 var han lärare vid Königliche Landesschule i Pforta, som ligger nära Naumburg i Thüringen. Sagorski intresserade sig särskilt för Pterodophytes (ormbunksväxter) och Spermatophytes (fröväxter). Han var föreståndare i Türingischer (senare namnändrat till europäischer] botanischer Tauschverein.

## Bibliografi

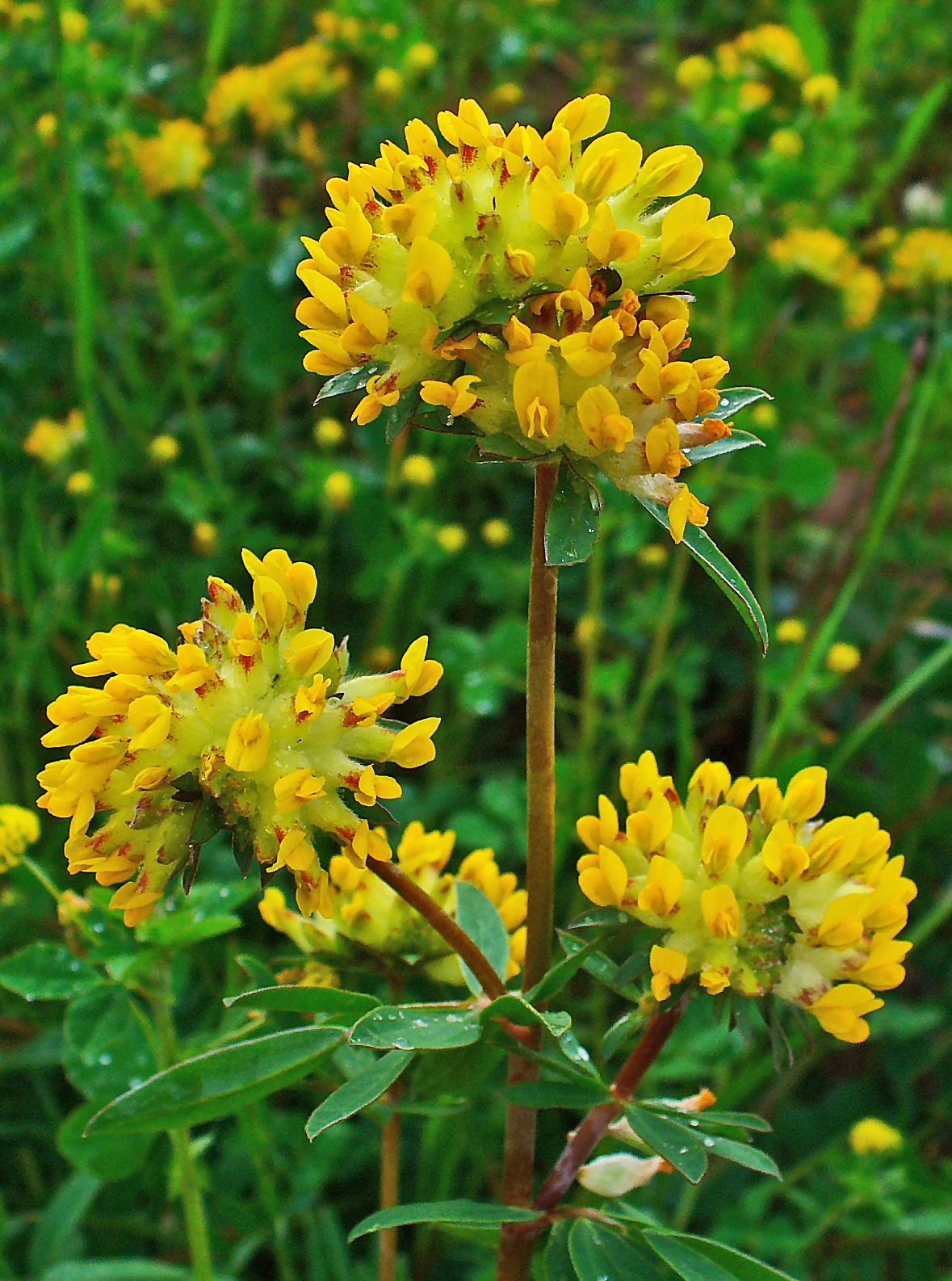
Getväppling
Anthyllis vulneraria

## Utmärkelser
1905 Fil. dr h. c. i Halle